# Plymouth Deluxe
La Deluxe è un'autovettura full-size prodotta dalla Plymouth dal 1933 al 1942 e dal 1946 al 1950 in varie serie. Fino al 1942 era il modello al top della gamma Plymouth. Dal 1941 ne fu offerta una versione più lussuosa, la Plymouth Special Deluxe. La Deluxe fu il primo modello Plymouth assemblato dopo la ripresa della produzione civile, che era stata interrotta dalla seconda guerra mondiale.

## La Model PD: 1933
Nel 1933 la Plymouth introdusse la Model PC, ovvero il suo primo modello con motore a sei cilindri. Ad essa, la casa automobilistica statunitense affiancò la Model PD, cioè la sua versione lussuosa.
La Model PD era anche disponibile a telaio nudo, cioè senza carrozzeria. In tal modo, i clienti potevano completare la vettura dal proprio carrozziere di fiducia.
Nello specifico, il modello era dotato di un motore a valvole laterali e sei cilindri in linea da 3.110 cm³ di cilindrata che sviluppava 70 CV di potenza. Il cambio era a tre rapporti e la trazione era posteriore. I freni erano idraulici sulle quattro ruote. 

## La Model PE: 1934
L'anno successivo la Deluxe ebbe in dotazione un motore più grande. La cilindrata ora raggiungeva i 3.299 cm³ ed i 77 CV. La nuova serie, a cui fu dato il nome di Model PD, era dotata di molle elicoidali in luogo delle più comuni sospensioni a balestra. Un'altra novità furono le versioni familiare e limousine. Per la prima versione citata, la zona di carico era costituita da un telaio in legno.

## Le Model PJ, P2, P4 e P6: 1935-1938
La nuova serie del modello, a cui fu dato il nome di Model PJ, fu completamente ridisegnata. Il modello aveva una particolarità: era dotato di portiere posteriori incernierate posteriormente. Al motore da 3.299 cm³ venne aumentata la potenza a 82 CV.
Nel 1936 fu introdotta la Model P2. La vettura fu completamente riprogettata, telaio compreso. Esteticamente, la vettura assomigliava alla serie precedente e quindi i clienti percepirono questo cambiamento come un semplice facelift.
Nel 1937 fu lanciata sui mercati la Model P4. Il passo fu accorciato e la calandra venne leggermente arrotondata. Con quest'ultima modifica, il modello assomigliava alle vetture BMW contemporanee.
Nel 1938 fu introdotta la Model P6. Questa serie non ebbe un buon successo tra il pubblico, soprattutto a causa della linea. Per ironia della sorte, nel 1938 la Plymouth registrò complessivamente un record di vendite. La Model P6 era dotata di diversi dispositivi di sicurezza tra cui un cruscotto ed un parabrezza ridisegnati in modo tale da minimizzare gli effetti un eventuale incidente. 

## La Model P8: 1939
A causa del fallimento della Model P6, la Plymouth decise di riprogettare la vettura. Dato che mancavano i fondi, le modifiche al modello non furono così radicali come la Plymouth avrebbe voluto. Furono aggiornati il parabrezza, i fanali e la calandra. Il passo fu aumentato. Oltre al motore da 82 CV, era disponibile anche un propulsore dalla medesima cilindrata ma da 86 CV.

## Le Model P10, P11, P11D e P12: 1940-1941
Reperiti i fondi necessari, la Plymouth aggiornò profondamente il modello con lancio di una nuova serie, la Model P10. Il corpo vettura fu ingrandito e di conseguenza lo spazio interno dell'abitacolo aumentò notevolmente. Tutti i modelli vennero dotati di un impianto riscaldamento e di un sistema di ventilazione. Nonostante la carrozzeria fosse completamente nuova, la vettura assomigliava ai modelli dell'anno precedente; la differenza più grande risiedeva nella calandra. Le prestazioni dei due motori crebbero, rispettivamente, a 84 CV e 87 CV.
Nel 1941 i cambiamenti furono minimi. Fu modificata la parte posteriore, e la potenza dei propulsori crebbe, rispettivamente, a 87 CV e 92 CV. Nell'anno in oggetto furono aggiunti alla gamma le Model P11, P11D e P12, che erano caratterizzate dall'avere un equipaggiamento diverso e più ricco. Nel 1941 fu introdotta anche la Deluxe Special. La cabriolet e la familiare erano disponibili solo con quest'ultima versione.

## Le Model P14S, P14C e P15: 1942 e 1946-1948

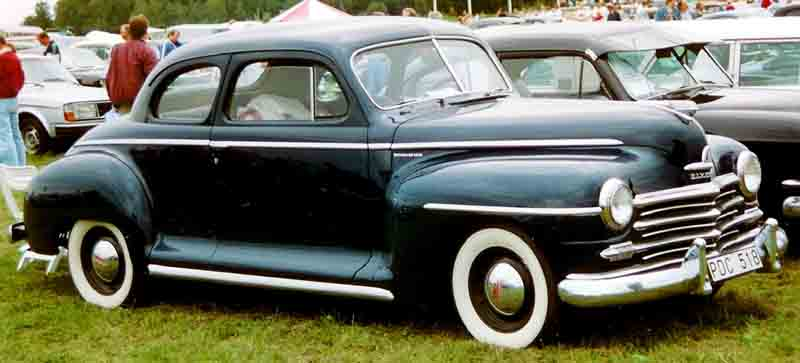
Una Plymouth Special Deluxe coupé del 1948

Nel 1942 fu introdotta la nuova serie. Le novità risiedevano nella calandra e nell'eliminazione delle pedane laterali. Il telaio venne sostituito, mentre l'unico motore disponibile era un sei cilindri in linea da 3.569 cm³ e 95 CV. La produzione durò però poco. Con l'entrata in guerra degli Stati Uniti nella seconda guerra mondiale, l'assemblaggio terminò temporaneamente nel gennaio del 1942.
La produzione riprese nel 1946 con lievi modifiche. Queste ultime risiedevano principalmente nella calandra. Nel 1947 la vettura rimase immutata. Nel 1948 l'unica novità fu la sostituzione delle ruote, il cui diametro passò da 16 a 15 pollici. 

## Le Model P17, P18, P19 e P20: 1949-1950
Nel 1949 fu introdotta l'ultima versione del modello. Esteticamente, la nuova serie assomigliava alla precedente. La potenza del motore fu aumentata a 97 CV. Le modifiche, negli anni in cui fu in produzione, furono minime.